# Praxis edwardsii
Praxis edwardsii là một loài bướm đêm trong họ Noctuidae.